# (3233) Кришбаронс
(3233) Кришбаронс (лат. Krišbarons) — типичный астероид главного пояса, открыт 9 сентября 1977 года советским астрономом Николаем Черных в Крымской астрофизической обсерватории и 11 июля 1987 года назван в честь латышского писателя Кришьяниса Барона.

## Обнаружение и именование
(3233) Кришбаронс
Открыт 9 сентября 1977 года в Научном Н. С. Черных.
Назван в честь выдающегося латышского фольклориста, писателя и общественного деятеля Кришьяниса Барона (1835—1923). Он собрал и опубликовал наиболее полное собрание «дайнас», латышских народных песен.
Оригинальный текст (англ.)3233 Krišbarons
Discovered 1977-09-09 by Chernykh, N. at Nauchnyj.
Named for Krisjanis Barons (1835—1923), prominent Latvian folklorist, writer and public figure. He collected and published the most complete collection of 'dainas', Latvian folksongs.
Источники: DISCOVERY.DB; M.P.C. 12015.

## Орбита

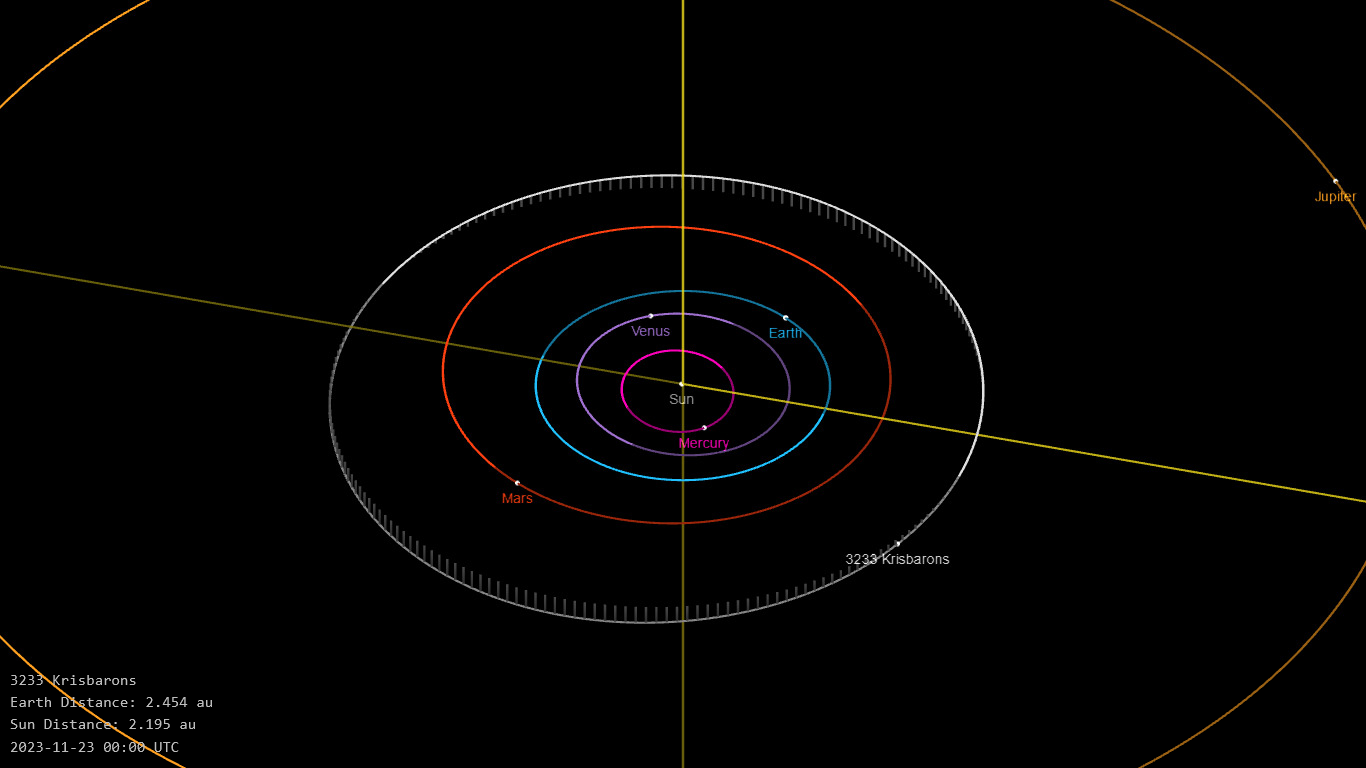
Орбита астероида Кришбаронс и его положение в Солнечной системе

## Физические характеристики
Астероид относится к таксономическому классу S.
По результатам наблюдений в видимом и ближнем инфракрасном диапазоне космического телескопа NEOWISE диаметр астероида оценивался равным 4,130±0,129 км, 4,75±0,28 км, 5,00±0,85 км. Согласно тем же источникам альбедо оценивается как 0,7164±0,0956, 0,542±0,077, 0,36±0,23 и 0,716±0,096.